# Sant Antoni d'Os de Balaguer
La capella de Sant Antoni és una església al nucli d'Os de Balaguer (Noguera), inclosa a l'Inventari del Patrimoni Arquitectònic de Catalunya.
La data d'edificació de la capella és el 1767, i va ser feta amb l'ajuda de tots els veïns del poble com a devoció a Sant Antoni. És un temple de petites dimensions, de forma rectangular i d'una sola nau i té una caire d'arquitectura popular amb elements neoclàssics propis de l'època. Està feta amb pedra i tosca i anys després de la seva edificació va ser arrebossada. S'accedeix a l'interior per mitjà d'una porta amb arc rebaixat, situada a un costat de la façana. Sobre la porta hi havia una fornícula buida on abans hi havia la imatge del sant titular. Per sobre d'ella, un òcul a manera de rosetó i a sobre, una cornisa clàssica que rematava l'edificació.